# Castelo de Alcalatén

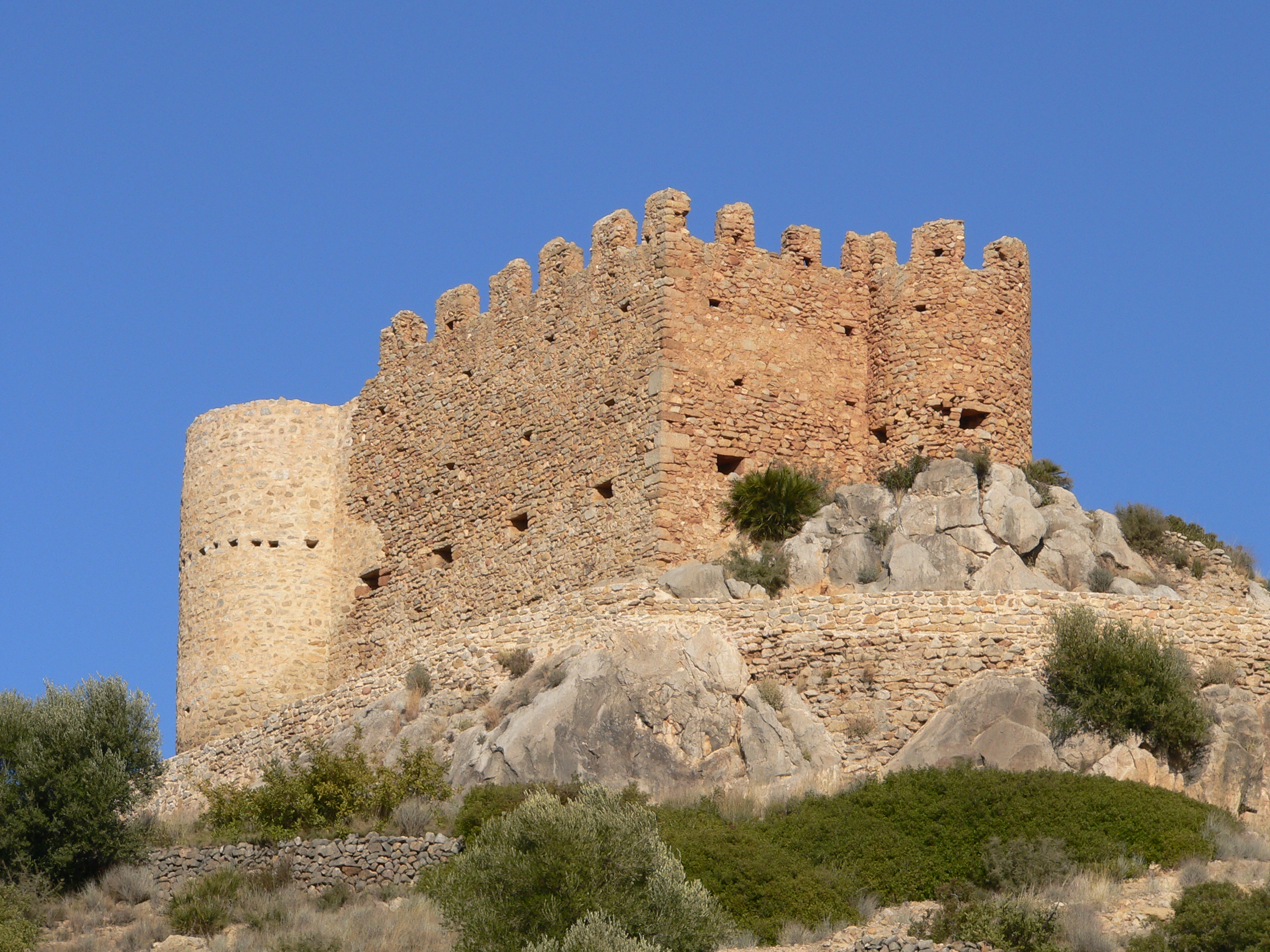
Castelo de Alcalatén, Espanha.

O Castelo de Alcalatén localiza-se no município de L'Alcora, na província de Castellón, na comunidade autónoma da Comunidade Valenciana, na Espanha.

## História
Em posição dominante no monte de San Cristobal, remonta a uma fortificação muçulmana, erguida entre os séculos X e XIII.
Quando da Reconquista cristã da região, o rei Jaime I de Aragão outorgou o castelo e os seus domínios, com o título de barão ao cavaleiro aragonês Ximén d'Urrea, em 1233, após a conquista da praça de Borriana.

## Características
De planta triangular, ocupa uma superfície de 150 metros quadrados. As muralhas, de alvenaria de pedra, delimitam o recinto principal, sendo percorridas no seu topo por um adarve.
Na parte mais elevada, conservam-se dois muros formando um ângulo recto, rematadas por ameias. Estes são amparados por torreões, um de planta circular ao Norte, e outro de planta semi-circular, ao Sul. Conhece-se uma terceira torre, da qual apenas se conservam os restos da demolição efectuada no século XV. A parte Leste encontra-se completamente arrasada. Aos pés da alcáçova, conserva-se uma cisterna de forma rectangular, em pedra argamassada, com as dimensões aproximadas de 10 metros de comprimento por 4 de largura.
O castelo é acedido pelo lado Sul, sendo o portão de armas defendido por duas torres circulares e cubelos, e uma barbacã ameada.